# Luftwaffen-Sportverein Danzig
Luftwaffen-Sportverein Danzig  was een Duitse voetbalclub uit de stad Danzig, die na de Tweede Wereldoorlog door Polen werd ingelijfd en nu Gdańsk heet.

## Geschiedenis
De club werd in 1941 opgericht en bestond uit soldaten. De club had spelers uit Beuthen, Hirschberg, Leipzig, Wuppertal, Hamborn, Bochum en Gladbeck in zijn rangen. Doelman Matuschek was een speler van Austria Wien. In 1942/43 nam de club deel aan de Gauliga Danzig-Westpreußen waar reeds in het eerste seizoen de vicetitel behaald werd.
Het volgende seizoen werd de titel behaald en plaatste de club zich voor de eindronde om de titel. In de eerste ronde had de club thuisvoordeel tegen Hertha BSC Berlin maar het bleef 0-0 en ook na de verlengingen was de wedstrijd onbeslist. Hierdoor kwam er een replay, in Berlijn waar Hertha de club afdroogde met 7-1.
Het volgende seizoen nam de club omwille van de gebeurtenissen in de oorlog niet meer deel en werd opgeheven.

## Erelijst
Gauliga Danzig-Westpreußen
1944